# LaFratta Point
Der LaFratta Point ist der nordöstliche Ausläufer des Mount Doorly in der Olympus Range im ostantarktischen Viktorialand. Die Landspitze liegt 10,7 km nordwestlich des King Pin und 10 km nordnordöstlich des Lake Brownworth.
Das Advisory Committee on Antarctic Names benannte sie 2011 nach Susanne M. LaFratta-Decker von der National Science Foundation, die dort ab 1996 in unterschiedlichen Funktionen zur Unterstützung des United States Antarctic Program tätig war und dabei an sieben Sommerkampagnen in Antarktika teilgenommen hatte.